# Discerceis kensleyi
Discerceis kensleyi är en kräftdjursart som beskrevs av Marilyn Schotte 2005. Discerceis kensleyi ingår i släktet Discerceis och familjen klotkräftor. Inga underarter finns listade i Catalogue of Life.